# كيلي آدامز
كيلي آدامز (بالإنجليزية: Kelly Adams)‏ هي ممثلة بريطانية، ولدت في 16 أكتوبر 1979 بلنكولن في المملكة المتحدة.

## وصلات خارجية
- كيلي آدامز على موقع IMDb (الإنجليزية)
- كيلي آدامز على موقع ألو سيني (الفرنسية)
- كيلي آدامز على موقع أول موفي (الإنجليزية)
- كيلي آدامز على موقع قاعدة بيانات الأفلام السويدية (السويدية)
- كيلي آدامز على موقع قاعدة بيانات الفيلم (الإنجليزية)
- كيلي آدامز على موقع كينوبويسك (الروسية)